# 비원치
비원치(卑爰疐, ? ~ ?)는 오손의 왕족이며 흡후(翕侯)다. 대곤미와 소곤미로 나뉜 두 오손을 겸병하려 했으나, 전한의 손건에게 살해됐다.

## 생애
오손의 소곤미 말진장의 동생으로, 말진장과 함께 대곤미 자율미 살해를 공모했다. 말진장이 대곤미의 흡후 난서에게 살해된 이후, 8만여 명의 무리를 이끌고 북쪽으로 가서 강거의 도움을 받아 두 곤미를 겸병하려 했다. 이 때문에 두 곤미는 더욱 전한의 서역도호를 의지하게 되었다.
건평 2년(기원전 5년), 흉노의 서쪽 경계를 약탈했다가 오주류약제선우가 좌대당호 오이령(烏夷泠)과 5천 기병을 보내서 공격해 수백 명이 죽고 천여 명이 포로로 잡혀갔다. 이에 아들 추록(趨逯)을 흉노에 인질로 보냈는데, 전한에서 흉노를 꾸짖어 흉노는 인질을 돌려보냈다. 식부궁은 두 곤미는 약한데 비원치가 강성하므로, 비원치가 두 곤미를 합병하면 흉노가 강성해지고 서역이 위험에 처할 것이라고 경고할 정도로, 비원치의 세력은 위협적이었다.
원시 연간, 자율미를 암살한 오일령(烏日領)을 죽이고 전한에 투항해서 귀의후(歸義侯)에 봉해졌다. 이후에도 계속 두 곤미를 침범하다가, 전한의 손건의 습격을 받아 살해됐다. 이 사건은 기원후 8년 ~ 15년 사이의 일로 추정된다.